# Das Gesetz der Begierde
Das Gesetz der Begierde (Originaltitel: La ley del deseo) ist ein Film des spanischen Regisseurs Pedro Almodóvar aus dem Jahr 1987, der am 7. Februar 1987 in Madrid Premiere hatte. Im selben Monat wurde er im Rahmen der Internationalen Filmfestspiele Berlin gezeigt. Das Gesetz der Begierde war der erste Film von Almodóvar, der in Deutschland gezeigt wurde.

## Handlung
Der junge Antonio liebt den Filmemacher Pablo sowie dessen Schwester Tina, an der eine Geschlechtsangleichung vollzogen wurde. Pablo seinerseits buhlt um Juan, der von ihm aber nichts wissen will. Als Antonio einen angeblichen Liebesbrief von Juan an Pablo findet, sucht er Juan auf und bringt ihn um. Antonio sucht den Kontakt zu Tina, während die Polizei den Mordfall untersucht. Als Antonio sich gerade bei Tina aufhält, wird Pablo klar, wer der Mörder ist, und er warnt Tina. Die von Pablo alarmierte Polizei umstellt Tinas Haus, während sich Pablo als Geisel für Tina austauschen lässt. Nach einem Liebesakt mit Pablo erschießt sich Antonio.

## Rezeption
- „Das kitschige Melodram bietet die Provokationen, die Almodóvar-Jünger von ihrem Meister erwarten: Homophilie, Transsexualität und Inzest. ... Das alles spielt in der avantgardistischen Künstlerszene von Madrid und endet (selbstverständlich?!) in Mord und Totschlag. Bis dahin präsentiert sich allerdings das pralle Leben auf dem Bildschirm.“ (Filmkritik auf tvspielfilm.de)[3]
- „Pedro Almodóvar, der Exzentriker unter Spaniens Regisseuren, heute als Oscar-Preisträger etabliert, inszenierte dieses grelle und teilweise gewollt kitschige Dreiecksdrama um Homosexualität und Geschlechtertausch bewusst übertrieben. So ist dies eine derbe Gratwanderung zwischen Schmalz und Widerwärtigkeit.“ (Filmkritik auf prisma-online.de)[4]
- „Das tragisch endende Dreiecksverhältnis zwischen drei Männern und die Geschichte zweier Brüder, von denen einer nach einer Geschlechtsumwandlung zur Frau wurde. Ein drastisch, schrill und mitunter ordinär inszenierter Film, gedacht als Studie über Einsamkeit und Leidenschaft; in seiner Gratwanderung zwischen kitschigen und abstoßenden Details unbefriedigend und äußerst zwiespältig.“ (Lexikon des internationalen Films)[5]

## Auszeichnungen
Das Gesetz der Begierde war erster Preisträger des Teddy Award, einem Filmpreis für Filme mit schwul-lesbischem Hintergrund.

## Hintergrund
Der Film wurde in der Provinz Cádiz und in Madrid gedreht. Die Sequenz um den Mord an Juan wurde am Leuchtturm des Kap Trafalgar gedreht. Sowohl Pedro Almodóvar als auch Victoria Abril tauchen in im Abspann nicht aufgeführten Nebenrollen auf.